# كيتي كيلي
كيتي كيلي (بالإنجليزية: Kitty Kelley)‏ (ولد في 4 أبريل 1942) صحفية أمريكية و مؤلف العديد من السير الذاتية والتي تركز على بعض من أكثر الشخصيات نفوذا في السنوات الخمسين الماضية منها جاكلين كينيدي أوناسيس ، اليزابيث تايلور ، فرانك سيناترا ، نانسي ريغان ، الاسرة المالكة البريطانية ، و عائلة بوش ، و أوبرا وينفري .
احتلت آخر خمس سير ذاتية لها رقم واحد على قائمة صحيفة نيويورك تايمز لأفضل الكتب مبيعاً .

## روابط خارجية
- كيتي كيلي على موقع IMDb (الإنجليزية)
- كيتي كيلي على موقع إن إن دي بي (الإنجليزية)